# Trešnjevka – sjever
Trešnjevka-sjever Zágráb városnegyede Horvátországban, a főváros északnyugati részén. A mai városnegyedet Zágráb város 1999. december 14-i statutumával hozták létre.

## Fekvése
Trešnjevka-sjever, azaz Trešnjevka-észak városnegyed Zágráb nyugati részén található. Délről Ljubljanska avenija sugárút, nyugatról a Zagrebačka cesta, keletről a Savska cesta, északról a Zágráb-Ljubljana vasútvonal határolja. Donji grad, Trnje, Trešnjevka-jug, Črnomerec és Stenjevec városnegyedek veszik körül.
Zágráb síkvidéki városnegyedeihez tartozik. Gyakorlatilag teljes területe már megépült. De külső képe az utóbbi években gyorsan változott. A közelmúltban a domináns egyszintes házakat, amelyek nagyrészt spontán módon épültek a két világháború közötti időszakban az akkori Trešnjevka munkásnegyed jellegzetességeivel, egyre inkább felváltják a nagyobb épületek.
Városrészei: Ciglenica, Ljubljanica, Pongračevo, Remiza/Vurovčica, Rudeš, Stara Trešnjevka és Voltino.

## Története
A Rudešben talált három őskori kőszekerce bizonyítja, hogy az emberek az ősi idők óta élnek a mai városrész Trešnjevka területén. Több nyoma van az emberi tevékenységnek az ókorból és a népvándorlás idejéből is. A középkorban, miután IV. Béla király 1242-ben a keleti részét a Gradechez rendelte Trešnjevkát a Kaptol és a Gradec között osztották fel. A két birtok határa, egyben Zágráb akkori nyugati határa a Veliki potok vagy más néven Črnomerčak volt. A mai Trešnjevka északi részének (elsősorban Rudeš területe) nyugati része, amely a Kaptolhoz tartozott, 1945-ig Zágráb városának határain kívül maradt. Ezen a területen az állandó települések viszonylag későn jelennek meg. Ezek közül az első a Ljubljanica falu volt, amely Črnomerec régi településétől délre feküdt és amelyet a 18. század közepétől említenek az írásos dokumentumokban. Ekkor tíz háztartással rendelkezett, melyek szőlőtermesztéssel foglalkoztak. Nem messze a Ljubljanicától volt Berek földje abban a területrészben, ahol a mai Remiza található. Kissé északra innen húzódott Črešnjevka, az a terület, amelyről Trešnjevka a nevét kapta.
Trešnjevka térségének vidéki jellegű helyről városivá történő átalakulása 1862-ben a Zidani Most - Zágráb - Sziszek vasút, illetve a déli pályaudvar építésével kezdődött. Az egyre intenzívebb és sokszínűbb gazdasági élet elsősorban a Savska cesta és a vasút mentén koncentrálódott. 1891-ben a Savska cestán megépítették az első villamosvonalat az első remízzel, mely a mai Műszaki Múzeum helyén volt. Ugyancsak felépültek a gyufagyár, a fűrésztelep, a patkolókovács iskola stb. A 19. század végén Trešnjevkában, elsősorban a Savska, a Selska, a Tratinska, a Zagorska és a Nova cesta területén fejlődött a kisipar és a kereskedelem. Az 1901-ben épített keskeny nyomtávú Zapadni kolodvor (Nyugati pályaudvar) - Szamobor vasút mentén fokozatosan különböző gazdasági létesítmények épültek: papírüzem, selyemgyár, valamint az első horvát gépgyár és vasöntöde. 1878-ban a Zagorska utcában megépült a városi vízvezeték, 1907-ben pedig a városi elektromos központ. 1910-ben villamosították a villamoshálózatot és átalakították a Savska cestai remízt.
Az első világháború végéig Trešnjevka külváros volt, kis népességgel és névtelen utcák sorozatával. A két háború közötti időszakban a területet gyorsan beépítették és rendezték. Számos felüljáró épült a vasút fölött. Az 1920-as években a városi takarékpénztár bankot épített az Ozaljska utcában és 50 földszintes épületet húztak fel a Selska cestán a villamoshálózat tisztviselői számára. 1924-ben új futballpályát építettek (a mai NK Zágráb stadion). Az 1930-as évek elején elkészült a Selska cestai általános iskola épülete, valamint a Nova cesta és a Trakošćanska ulica közötti iskolaépület. A hadsereg megépítette a Krsto Frankopan laktanyát Selska cestán. 1935-ben villamosvonalat építettek a Tratinska és az Ozaljska utcán, a 18 hektáros földterületen új villamosremízzel. A leírt változások erőteljesen ösztönözték a lakásépítést, amely azonban túlnyomórészt illegális volt. Az ilyen építkezések eredményeként számos társadalmi probléma nehezítette jelentősen Zágráb ezen részének életét a múlt század második felében. Az 1945 és 1952 közötti időszakban ez a terület, a mai Trešnjevka-dél városnegyed nagy részével együtt képezte Zágráb város 5. kerületét. A kerület 1952-es megszüntetése után az egész terület egyetlen városi területhez tartozott, a Központi Népi Bizottság közvetlen irányítása alatt. Trešnjevka 1953 óta önkormányzati státusszal rendelkezett és 1967-ben Zágráb városának önálló önkormányzatú részévé vált.